# Авзони

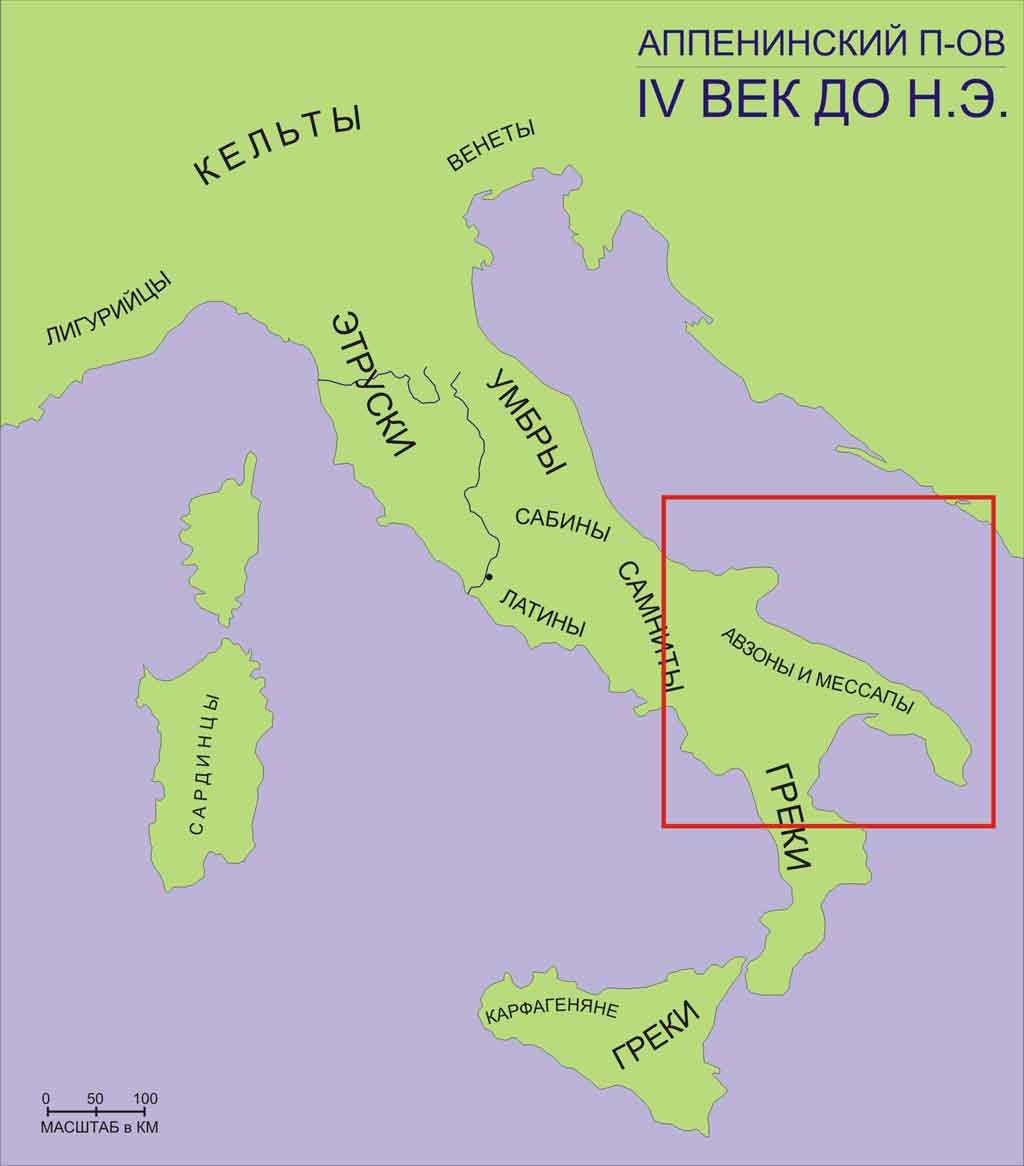
Проживання племен авзонів на Апеннінському півострові в IV столітті до н. е.

Авзони, Авсони, Апули; (лат. Ausoni) — стародавнє італійське плем'я, що мешкало в південно-західній частині Стародавньої Італії, в Кампанії й Апулії. Часто плутають з  аврунками, з якими у них загальне тільки походження.
Відносилися до фалісько-латинської гілки стародавніх італіків, куди разом з ними входили фаліски, латини, енотри і, ймовірно, сікули. Оскільки самніти, що належали до умбро-осксько-сабелльскої гілки, змішувалися з авзонами, останніх іноді відносять до оскських племенам. Висловлювалася думка, що назву отримали від калабрійского приморського міста Уцента.
Говорили на мові індоєвропейської мовної сім'ї і, ймовірно, оселилися в Італії в XVII столітті до н. е.
Близько 1250 до н. е. частина авзонів переправилася на Сицилію. Під час завоювання римлянами Апеннінського півострова основні міста авзонів були знищені.
Про плем'я авзонів збереглося дуже мало інформації, головними джерелами є легендарні твори античних авторів. У давньоримській поезії найменування «Авзони» використовувалося як загальна назва італіків, а «Авзонія» як поетична назва Італії. У візантійській же художньої традиції поняття «Авзони» аж до XII століття використовувалося як самоназва — наприклад, поет Іван Геометр писав так про болгаро-візантійські війни: «Ніколи б не сказав, що Мізійські стріли сильніше авзонських списів».
Від назви цієї народності походить ім'я Авзоній (Авсоній).